# Caccobius balthasari
Caccobius balthasari là một loài bọ cánh cứng trong họ Bọ hung (Scarabaeidae).